# Carlo II di Napoli
Carlo II d'Angiò, detto lo Zoppo (1254 – Napoli, 5 maggio 1309), figlio di Carlo I d'Angiò, prima re di Sicilia poi di Napoli, e di Beatrice di Provenza, ultimogenita del conte di Provenza Raimondo Berengario IV e di Beatrice di Savoia, fu re di Napoli dal 1285 alla morte, avvenuta nel 1309.
Oltre ad essere sovrano del Regno di Napoli, Carlo II fu principe di Salerno dal 1266, poi conte d'Angiò e del Maine, conte di Provenza e di Forcalquier, principe di Taranto, re d'Albania, principe d'Acaia e re titolare di Gerusalemme.

## Biografia

### Principe di Salerno

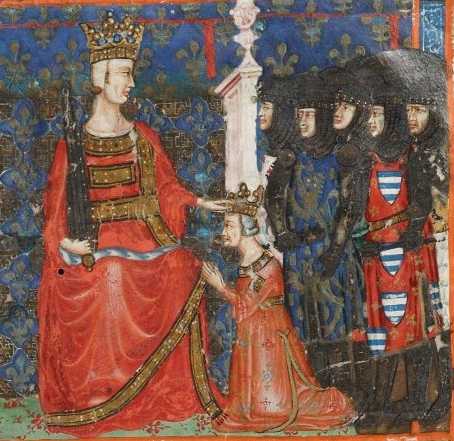
Il principe di Salerno Carlo accanto al padre in una miniatura della Bibbia d'Angiò, 1340, Cristoforo Orimina, biblioteca Maurits Sabbe della facoltà di Teologia della Katholieke Universiteit, Lovanio

Nel 1257 Carlo I d'Angiò acquistò dalla casa di Baux i diritti al trono del Regno di Arles e quando nel 1280 l'imperatore Rodolfo I d'Asburgo pensò di ricostituire il regno di Arles, dovette trattare con lui. Fu trovato tra i due sovrani un accordo in seguito al quale, l'imperatore avrebbe ricostituito il regno di Arles per assegnarlo a Carlo principe di Salerno, che, a sua volta, avrebbe dovuto cederlo al momento delle nozze tra il nipote di Carlo I, Carlo Martello, e Clemenza, figlia di Rodolfo. Evento che non si realizzò a causa dei Vespri siciliani.
Nel 1279, Carlo II d'Angiò era in Provenza a Nanse dove effettuò l'inventio delle reliquie di Santa Maria Maddalena, le quali furono convalidate da papa Bonifacio VIII nel 1295 e conservate presso la chiesa gotica di Saint-Maximin-la-Sainte-Baume dove è conservato quello che si dice sia il teschio della santa. Carlo sfruttò il culto della santa per fini politici.
Carlo, principe di Salerno, dopo la sollevazione dei Vespri siciliani del 1282, partecipò alla Guerra contro gli Aragonesi.

Nel corso del 1284, suo padre Carlo I, avendo ricevuto una consistente somma di denaro da papa Martino IV, che l'aveva destinata alla reggenza del Regno di Napoli, si recò in Provenza per preparare una flotta che avrebbe dovuto unirsi a parte delle navi che l'attendevano nel porto di Napoli, per poi incontrarsi ad Ustica con il resto della forza navale, composta da trenta galere, e con l'armata italo-angioina, proveniente da Brindisi. Ma il 5 giugno la flotta siciliano-aragonese, sotto il comando dell'ammiraglio Ruggero di Lauria, si presentò dinanzi al porto di Napoli.
Carlo II d'Angiò, disobbedendo all'ordine del padre di non muoversi prima del suo arrivo dalla Provenza, uscì dal porto con le sue navi, per combattere il Lauria, ma fu sconfitto e fatto prigioniero assieme a parecchi nobili napoletani. Quando Carlo arrivò a Gaeta e seppe della sconfitta maledisse il figlio, ma dovette rinunciare all'invasione della Sicilia, e dopo un inutile assedio di Reggio, si diresse in Puglia dove, il 7 gennaio 1285, morì a Foggia.

### La prigionia, la guerra e poi la pace con Alfonso III
Carlo II, mentre era prigioniero in Aragona, succedette in tutti i suoi titoli al padre, che prima di morire aveva nominato un reggente nella persona del nipote, il conte Roberto II d'Artois, che fu affiancato per volere di papa Martino IV dal cardinale Gerardo da Cremona. I due reggenti tennero ben saldo il governo e repressero ogni tentativo di ribellione.
Il 28 marzo 1285, Martino IV moriva e gli successe il romano Giacomo Savelli, papa Onorio IV, che continuò ad appoggiare la crociata contro Pietro III d'Aragona, a suo dire usurpatore del regno di Sicilia.
La tentata invasione dell'Aragona si risolse in un disastro: la flotta franco-napoletana fu ridotta all'impotenza dal Lauria, mentre l'ese rcito, che aveva posto l'assedio a Gerona, fu colto da pestilenza e si dovette ritirare. Lo stesso re di Francia, Filippo III, morì il 6 ottobre a Perpignano, durante la ritirata. Pietro III morì poco dopo, l'11 novembre: gli succedettero i figli, Alfonso in Aragona, Catalogna, Valencia e Maiorca, e Giacomo in Sicilia. Pur rimanendo alleati, i due fratelli avevano interessi diversi.
Dato che Alfonso d'Aragona teneva prigioniero Carlo II lo Zoppo, capo della casa angioina, egli ricevette varie delegazioni (papato, Francia ed Inghilterra) che ne sollecitavano la liberazione. La moglie stessa, Eleonora, lo sollecitava a liberare il re angioino.
Dopo che un primo accordo, preso ad Oléron, nel 1287, fu bocciato dal Papa Niccolò IV, il 27 ottobre 1288 a Canfranc, nel nord dell'Aragona, fu trovato l'accordo e Carlo II venne liberato sulla parola in cambio di tre dei suoi figli, che rimasero in ostaggio al suo posto: Carlo avrebbe avuto un anno di tempo per convincere Carlo di Valois a rinunciare al trono d'Aragona, in caso contrario sarebbe dovuto tornare prigioniero, fu incoronato re di Sicilia e di Gerusalemme dal pontefice il 29 maggio del 1289 nella cattedrale di Rieti.
Ma dopo la sua incoronazione il papa sciolse Carlo da ogni giuramento e la guerra in Sicilia riprese. Alfonso inviò l'ammiraglio Ruggero di Lauria in aiuto del fratello, il re di Sicilia Giacomo il Giusto, e nel 1289 fu raggiunta una tregua. Nel febbraio del 1291, con il Trattato di Tarascona, Alfonso III riuscì a fare la pace con Carlo lo Zoppo, con il papa (che continuava a sostenere Carlo di Valois come re d'Aragona) e con la Francia: disconobbe i diritti del fratello Giacomo sulla Sicilia ed in cambio Carlo di Valois rinunciò ai diritti sul regno d'Aragona, ottenendo in cambio le contee d'Angiò e del Maine insieme alla mano di Margherita, figlia di Carlo II lo Zoppo di Napoli, che sarebbe dovuto rientrare in possesso della Sicilia, che ora non aveva più l'appoggio del regno d'Aragona.
Ma all'improvviso il 18 giugno del 1291, Alfonso III morì senza eredi, per cui il fratello gli subentrò come Giacomo II d'Aragona e si tenne la Sicilia.
Carlo II, nei Balcani seguì la politica paterna di opposizione all'imperatore di Bisanzio, unitamente al cugino, Carlo di Valois, fratello del re di Francia, Filippo IV il Bello.

### Il Trattato di Anagni
Finalmente, il 12 giugno del 1295, Carlo stipulò un trattato di pace con Giacomo II d'Aragona, ricordato come il Trattato di Anagni che fu avviato su proposta del Papa Celestino V e concluso dal Papa Bonifacio VIII, per cui Carlo avrebbe riacquisito la Sicilia, riavuto i tre figli che Giacomo aveva in ostaggio da circa sette anni. Giacomo in cambio avrebbe avuto il regno di Sardegna e Corsica, regno creato ex novo e tutto da conquistare in quanto sull'Isola esistevano già delle entità statuali autonome. Il trattato prevedeva inoltre l'unione di Giacomo con Bianca d'Angiò figlia del Re Carlo; mentre Federico, il governatore della Sicilia sarebbe stato compensato dal matrimonio con l'erede dell'Impero bizantino, Caterina di Courtenay. Federico, amareggiato anche perché Giacomo non aveva ottemperato al testamento di Alfonso III, rifiutò e si schierò con i Siciliani che, sentendosi traditi dal nuovo re Aragonese, dichiararono decaduto Giacomo, e elessero re Federico. L'11 dicembre 1295 il Parlamento siciliano riunito a Palermo proclamò Federico III Re di Sicilia, e riconfermò la scelta il 15 gennaio 1296 al Castello Ursino di Catania. L'incoronazione ufficiale avvenne il 25 marzo del 1296 nella Cattedrale di Palermo.
Il 29 ottobre del 1295, in ottemperanza al trattato di Anagni, a Vilabertran (Alt Empordà), nel nord della Catalogna, Bianca di Napoli sposò Giacomo, re d'Aragona, che non accettò la destituzione da re di Sicilia e si trovò così al fianco degli Angioini, contro il fratello Federico ed i siciliani.

### La guerra contro Federico III per la Sicilia

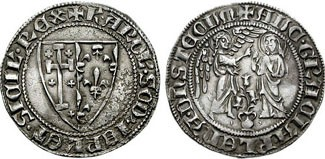
Carlino d'argento (3.22 g) di Carlo lo Zoppo (1285-1309), battuto dalla Zecca di Napoli, tra il 1285/90-1302.

Federico riprese la guerra del Vespro e prendendo l'iniziativa nei confronti degli Angioini, non solo conservava la Sicilia ma aveva portato la guerra in Calabria e nel napoletano. Allora Bonifacio VIII, agli inizi del 1297, convocò a Roma Carlo II e Giacomo II e li spronò a riconquistare la Sicilia secondo il trattato di Anagni; dovettero abbandonare la Sicilia, per ordine di Giacomo, sia Giovanni da Procida che Ruggero di Lauria, che divenne ammiraglio della flotta alleata anti-siciliana ed alla fine anche la regina madre Costanza di Sicilia dovette abbandonare il figlio prediletto Federico e raggiungere Giacomo a Roma. Giacomo intervenne a fianco degli Angioini contro il fratello Federico e i Siciliani e nel luglio del 1299, a Capo d'Orlando, con la sua flotta aragonese affiancata da quella napoletana, sconfisse Federico, che riuscì a salvarsi con solo 17 galee. Ma l'anno dopo, visto che Federico continuava a resistere, fece ritorno in Aragona.
La guerra ora era in Sicilia, dove i figli di Carlo II, Roberto e Filippo I di Taranto, avevano conquistato Catania e cinto d'assedio Messina; Federico però aveva riportato una notevole vittoria nella battaglia di Falconara presso Trapani, facendo prigioniero Filippo, aveva resistito a Messina e resisteva in Calabria. Carlo avrebbe preferito la pace ma il papa, dopo averlo accusato di codardia, nel 1300 chiamò in aiuto i Templari, gli Ospitalieri e i riluttanti Genovesi, ma a parte una nuova brillante vittoria della flotta di Lauria su quella siciliana, il 14 giugno del 1300, la situazione non progredì.

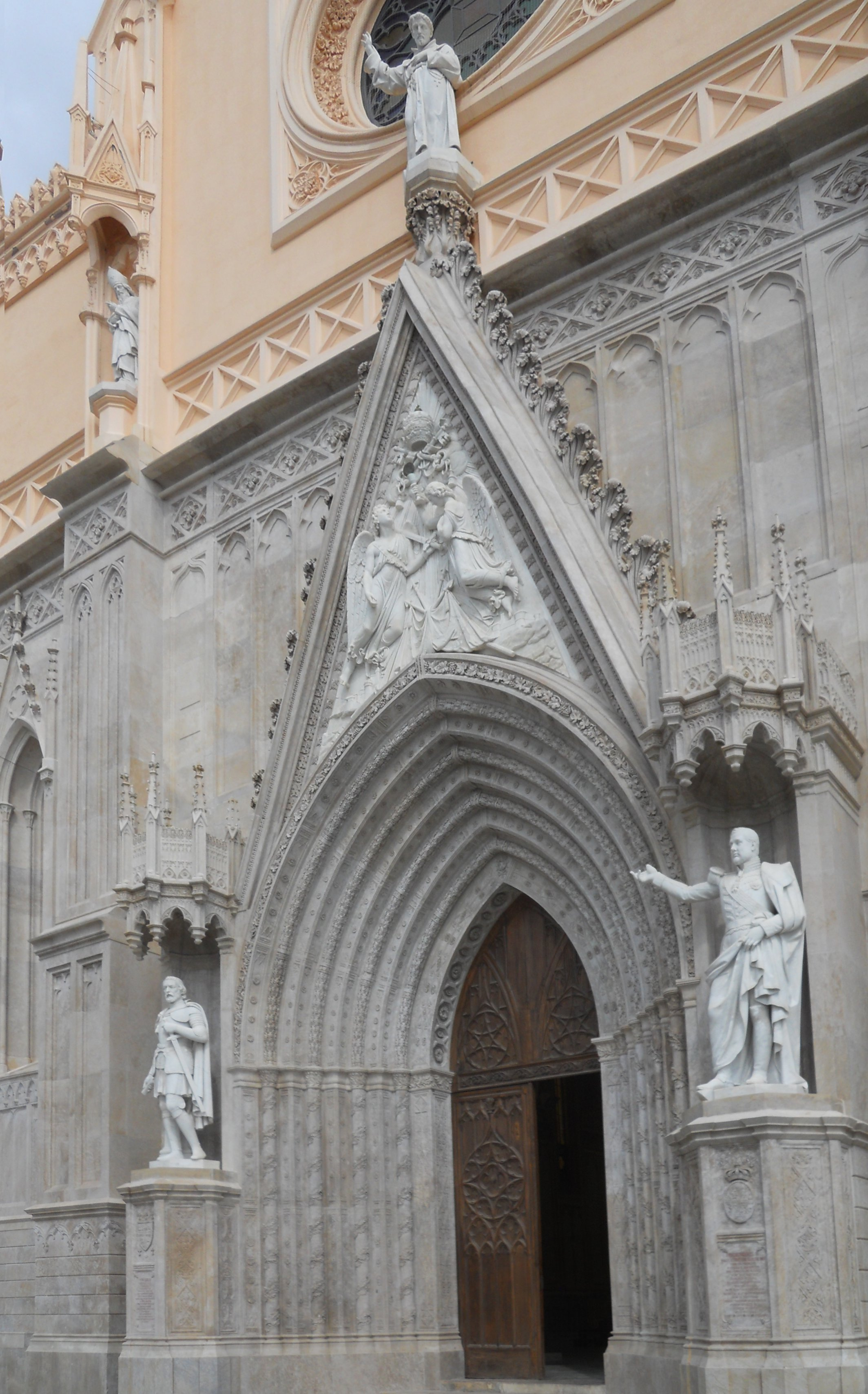
Portale neogotico del tempio di San Francesco a Gaeta, con le statue di Carlo II (a sinistra, che fondò la chiesa nel 1285) e di Ferdinando II (a destra, che la restaurò nel XIX secolo)

A metà agosto di quello stesso anno, Carlo organizzò una crociata contro il ricco e popoloso insediamento musulmano di Lucera. Le motivazioni di tale atto furono essenzialmente due: accontentare le richieste di papa Bonifacio VIII di eliminare l'ultima roccaforte islamica presente sul territorio, nell'anno del primo Giubileo, e saldare i vari debiti coi banchieri fiorentini grazie alle ricchezze della città. Lucera, dopo un lungo e astuto assedio condotto da Giovanni Pipino da Barletta, venne distrutta tra il 15 e il 25 agosto 1300: le mura e le moschee furono abbattute, la città venne completamente razziata e numerosissimi musulmani, uomini, donne e bambini, vennero trucidati mentre circa 10.000 dei sopravvissuti furono incatenati e venduti al mercato degli schiavi, o costretti a convertirsi al cristianesimo. La vittoria sui saraceni, comportò il cambiamento di nome alla città, che Carlo ribattezzò "Civitas Sanctae Mariae" e in pochissimo tempo il borgo fu ripopolato di cristiani da ogni parte del regno.
Infine Bonifacio VIII si rivolse al re di Francia, Filippo IV il Bello, che inviò un esercito al comando del fratello, Carlo di Valois. Questi, arrivato in Sicilia nel maggio del 1302, l'attraversò bruciando e depredando sino a Sciacca, dove però arrivò distrutto dalla malaria e per paura di un deciso attacco da parte di Federico, accettò le sue offerte di pace. La guerra dei Vespri Siciliani terminò con la pace di Caltabellotta: il 31 agosto del 1302, probabilmente nel castello del Pizzo, si firmò il trattato di pace. Questo trattato, modificato dal papa il 12 maggio 1303, prevedeva che Federico III mantenesse il potere sulla Sicilia col titolo di Re di Trinacria fino alla sua morte, dopo la quale l'isola sarebbe dovuta passare nuovamente agli Angiò. Inoltre sanciva l'impegno che Federico sposasse Eleonora, figlia di Carlo II lo Zoppo e sorella del duca di Calabria Roberto. In cambio sarebbe andata agli Aragonesi la Corsica o la Sardegna o altri territori o una ingente somma di denaro. Carlo assunse per sé il titolo di Re di Sicilia (Rex Siciliae, ducatus Apuliae et principatus Capuae), pur rinunciando temporaneamente all'isola ma mantenendo i territori della Campania, Calabria, Puglia, Basilicata e riuscendo comunque ad ottenere un primo riconoscimento de facto del Regno di Napoli.

### Gli ultimi anni di regno

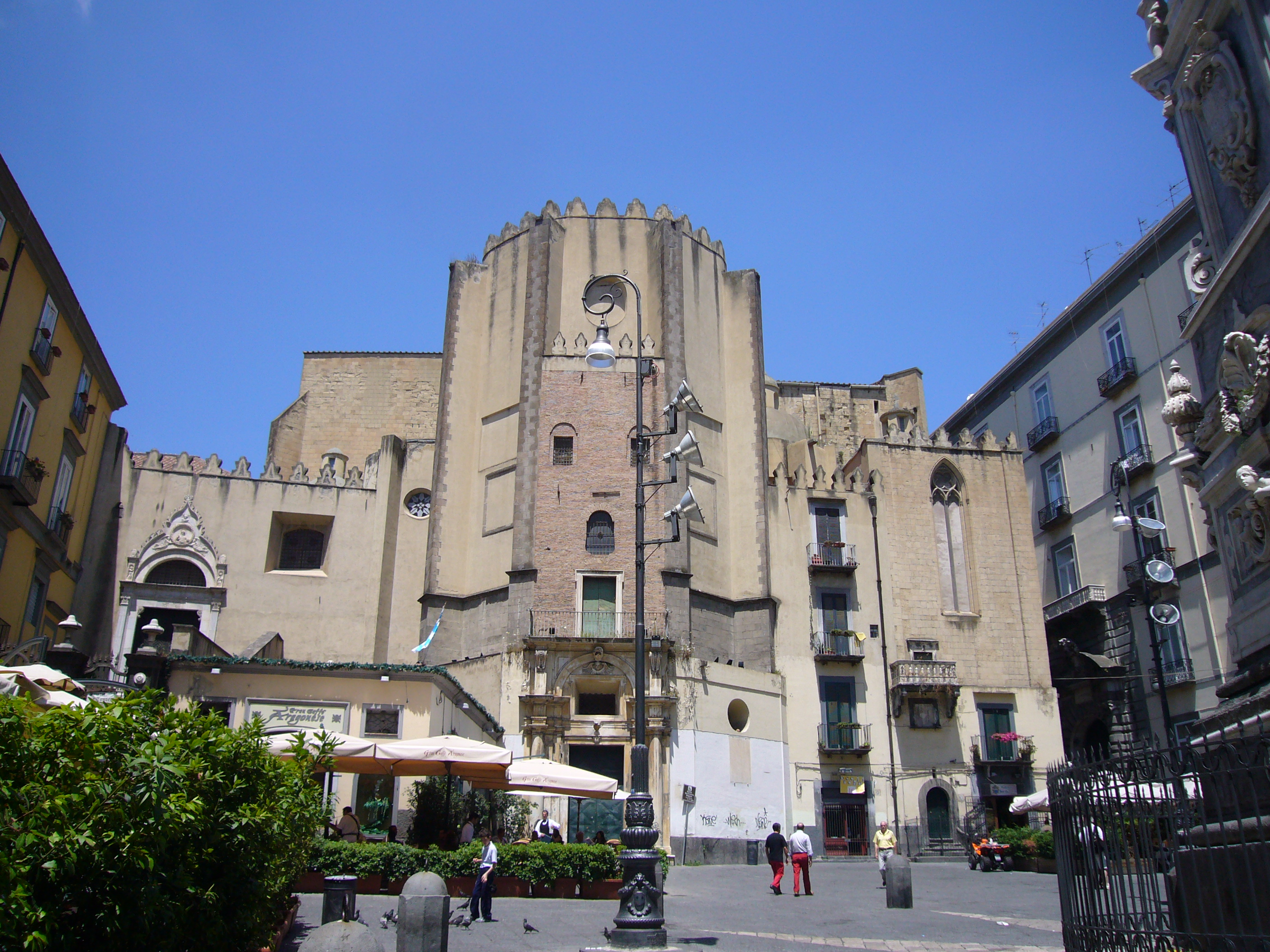
Basilica di San Domenico Maggiore, eretta per volere di Carlo in stile gotico e suo luogo di sepoltura, attualmente la chiesa appare fortemente manomessa a causa delle modifiche avvenute in età barocca. In seguito suo figlio Roberto fece trasferire la salma - ad eccezione del cuore - ad Aix-en-Provence, dove fu sepolto nella chiesa di San Bartolomeo, adesso non più esistente

Nel 1303, Carlo appoggiò l'elezione a papa di Niccolò Boccasini, papa Benedetto XI, che, quando era legato in Ungheria, aveva appoggiato l'elezione al trono del regno d'Ungheria di suo nipote Caroberto.
Nel 1304 il re diede inizio all'Investitura del Mastrogiurato: una celebrazione in cui dopo varie feste e sbandieramenti veniva affidato il governo della città ad un semplice sindaco. Tale celebrazione venne abolita nel 1806 da Gioacchino Murat, parente di Napoleone e riadottata dalla città di Lanciano (Abruzzo, in provincia di Chieti) dal 1981 e portata avanti sino ad oggi.
Nel 1306, Carlo II entrò in conflitto con Filippo di Savoia, il terzo marito della principessa di Acaia, Isabella di Villehardouin, a cui aveva ceduto il titolo, nel 1289 e nel 1307 li dichiarò decaduti dal titolo, che fu concesso a suo figlio, Filippo I di Taranto, a cui, nel 1301, aveva già ceduto il titolo di re d'Albania.
Nel 1309, Carlo II ripropose la ricostituzione del regno di Arles di cui suo padre Carlo I, il 23-8-1257, aveva acquistato i diritti al trono da Raimondo del Balzo, principe d'Orange. Ma non se ne fece nulla. Carlo II lo Zoppo morì a Napoli il 5 maggio 1309; gli successe il figlio Roberto.

## Matrimonio e figli

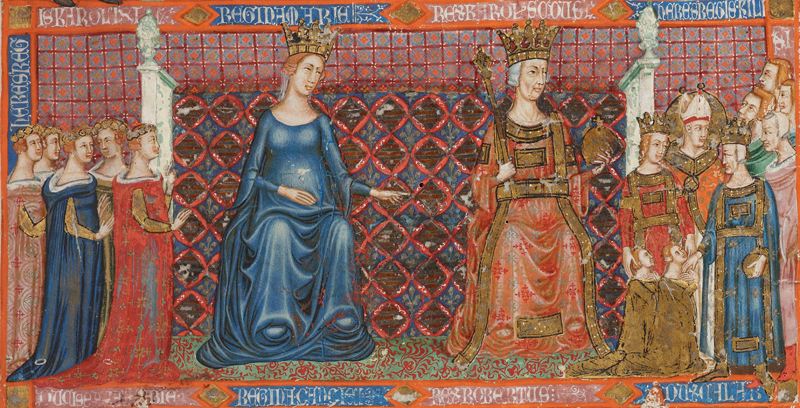
Maria e Carlo in trono in una miniatura della Bibbia d'Angiò, 1340, Cristoforo Orimina, biblioteca Maurits Sabbe della facoltà di Teologia della Katholieke Universiteit, Lovanio

Nel giugno del 1270, a Napoli, Carlo II sposò Maria d'Ungheria (ca. 1257 – 25 marzo 1323), figlia di Stefano V d'Ungheria ed Elisabetta di Cumania e sorella di Ladislao IV. Dall'unione nacquero quattordici figli:
- Carlo Martello, (Napoli, 8 settembre 1271 – Napoli, 19 agosto 1295) Principe di Salerno e Re titolare d'Ungheria.
- Margherita (1273 – 31 dicembre 1299), sposa nel 1290 Carlo, principe di Francia e Conte di Valois, dal 1290 Contessa d'Angiò e del Maine. È la progenitrice della dinastia reale dei Valois, che regnò in Francia dal 1328 al 1589.
- Ludovico (Nocera de' Pagani, 9 febbraio 1275 – Chateau de Brignoles, 19 agosto 1298), Vescovo di Tolosa, fu santificato nel 1317.
- Roberto (Torre Sant'Erasmo, 1277 – Napoli, 20 gennaio 1343) detto Il saggio, Re di Napoli, Duca di Calabria, Principe di Salerno e Capua, Conte di Provenza e Forcalquier, Re titolare di Gerusalemme e Sicilia
- Filippo (10 novembre 1278 – Napoli, 23 dicembre 1332), Principe di Taranto, Principe d'Acaia (o di Morea), Despota d'Epiro, Signore di Durazzo e del Regno d'Albania, Imperatore titolare di Romania, Imperatore titolare di Costantinopoli, pretendente al Regno di Tessalonica
- Raimondo Berengario (1280 – ottobre 1305), Conte di Provenza, Conte di Andria e Signore del Piemonte dal 1304, sposò Beatrice Cappai de Baux, principessa d'Arborea[senza fonte]
- Eleonora (agosto 1289 – Monastero di San Nicolò l'Arena a Nicolosi, 9 agosto 1343), il 13 maggio 1302 a Messina sposò Federico II d'Aragona, Re di Trinacria
- Bianca (1284 ca. – Barcellona, 14 ottobre 1310), il 29 ottobre 1295 a Vilabertran sposò Giacomo II d'Aragona
- Tristano (1284 ca. – 1288)
- Galeazzo (1286 ca. - m. dopo il 1308), prete
- Maria (1290 ca. – 1346/47), il 9 febbraio 1304 sposò per procura Sancio I di Maiorca, re di Maiorca; nel 1326 sposò Giacomo II d'Aragona, Barone di Xérica
- Pietro (1292 – battaglia di Montecatini, 29 agosto 1315) detto Tempesta, Conte di Gravina
- Giovanni (1294 – Napoli, 5 aprile 1336), Conte di Gravina, Conte d'Albe, Duca di Durazzo, Principe d'Acaia (o di Morea), Signore del Regno d'Albania
- Beatrice (1295 – Andria, 1335), nel 1305 sposò Azzo VIII d'Este, Signore di Ferrara; nel 1309 sposò Bertrando III del Balzo, Signore di Berre, Conte di Montescaglioso e Squillace, portandogli in dote la contea di Andria.

Figli illegittimi:
- Galeazzo (?-1300)
- Tristano (?-1304)

## Ascendenza
|                                    |                        |                           | Genitori                 |  |  | Nonni |  |  | Bisnonni              |  |  | Trisnonni            |  |
|                                    |                        |                           |                          |  |  |       |  |  | Filippo II di Francia |  |  | Luigi VII di Francia |  |
|                                    |                        |                           |                          |  |  |       |  |  | Filippo II di Francia |  |  | Luigi VII di Francia |  |
|                                    |                        | Adèle di Champagne        |                          |  |  |       |  |  | Filippo II di Francia |  |  |                      |  |
| Luigi VIII di Francia              |                        |                           |                          |  |  |       |  |  | Filippo II di Francia |  |  |                      |  |
|                                    |                        | Isabella di Hainaut       | Baldovino V di Hainaut   |  |  |       |  |  |                       |  |  |                      |  |
|                                    |                        | Isabella di Hainaut       | Baldovino V di Hainaut   |  |  |       |  |  |                       |  |  |                      |  |
|                                    |                        | Isabella di Hainaut       | Margherita I di Fiandra  |  |  |       |  |  |                       |  |  |                      |  |
| Carlo I d'Angiò                    |                        | Isabella di Hainaut       |                          |  |  |       |  |  |                       |  |  |                      |  |
|                                    |                        | Alfonso VIII di Castiglia | Sancho III di Castiglia  |  |  |       |  |  |                       |  |  |                      |  |
|                                    |                        | Alfonso VIII di Castiglia | Sancho III di Castiglia  |  |  |       |  |  |                       |  |  |                      |  |
|                                    |                        | Alfonso VIII di Castiglia | Bianca Garcés di Navarra |  |  |       |  |  |                       |  |  |                      |  |
| Bianca di Castiglia                |                        | Alfonso VIII di Castiglia |                          |  |  |       |  |  |                       |  |  |                      |  |
|                                    |                        | Eleonora d'Inghilterra    | Enrico II d'Inghilterra  |  |  |       |  |  |                       |  |  |                      |  |
|                                    |                        | Eleonora d'Inghilterra    | Enrico II d'Inghilterra  |  |  |       |  |  |                       |  |  |                      |  |
|                                    |                        | Eleonora d'Inghilterra    | Eleonora d'Aquitania     |  |  |       |  |  |                       |  |  |                      |  |
| Carlo II di Napoli                 |                        | Eleonora d'Inghilterra    |                          |  |  |       |  |  |                       |  |  |                      |  |
|                                    | Alfonso II di Provenza | Alfonso II d'Aragona      |                          |  |  |       |  |  |                       |  |  |                      |  |
|                                    | Alfonso II di Provenza | Alfonso II d'Aragona      |                          |  |  |       |  |  |                       |  |  |                      |  |
|                                    | Alfonso II di Provenza | Sancha di Castiglia       |                          |  |  |       |  |  |                       |  |  |                      |  |
| Raimondo Berengario IV di Provenza | Alfonso II di Provenza |                           |                          |  |  |       |  |  |                       |  |  |                      |  |
|                                    |                        | Garsenda di Provenza      | Rainou de Sabran         |  |  |       |  |  |                       |  |  |                      |  |
|                                    |                        | Garsenda di Provenza      | Rainou de Sabran         |  |  |       |  |  |                       |  |  |                      |  |
|                                    |                        | Garsenda di Provenza      | Garsenda di Forcalquier  |  |  |       |  |  |                       |  |  |                      |  |
| Beatrice di Provenza               |                        | Garsenda di Provenza      |                          |  |  |       |  |  |                       |  |  |                      |  |
|                                    |                        | Tommaso I di Savoia       | Umberto III di Savoia    |  |  |       |  |  |                       |  |  |                      |  |
|                                    |                        | Tommaso I di Savoia       | Umberto III di Savoia    |  |  |       |  |  |                       |  |  |                      |  |
|                                    |                        | Tommaso I di Savoia       | Beatrice di Mâcon        |  |  |       |  |  |                       |  |  |                      |  |
| Beatrice di Savoia                 |                        | Tommaso I di Savoia       |                          |  |  |       |  |  |                       |  |  |                      |  |
|                                    |                        | Margherita di Ginevra     | Guglielmo I di Ginevra   |  |  |       |  |  |                       |  |  |                      |  |
|                                    |                        | Margherita di Ginevra     | Guglielmo I di Ginevra   |  |  |       |  |  |                       |  |  |                      |  |
|                                    |                        | Margherita di Ginevra     | Beatrice de Faucigny     |  |  |       |  |  |                       |  |  |                      |  |
|                                    |                        | Margherita di Ginevra     |                          |  |  |       |  |  |                       |  |  |                      |  |